# 海上题襟馆金石书画会

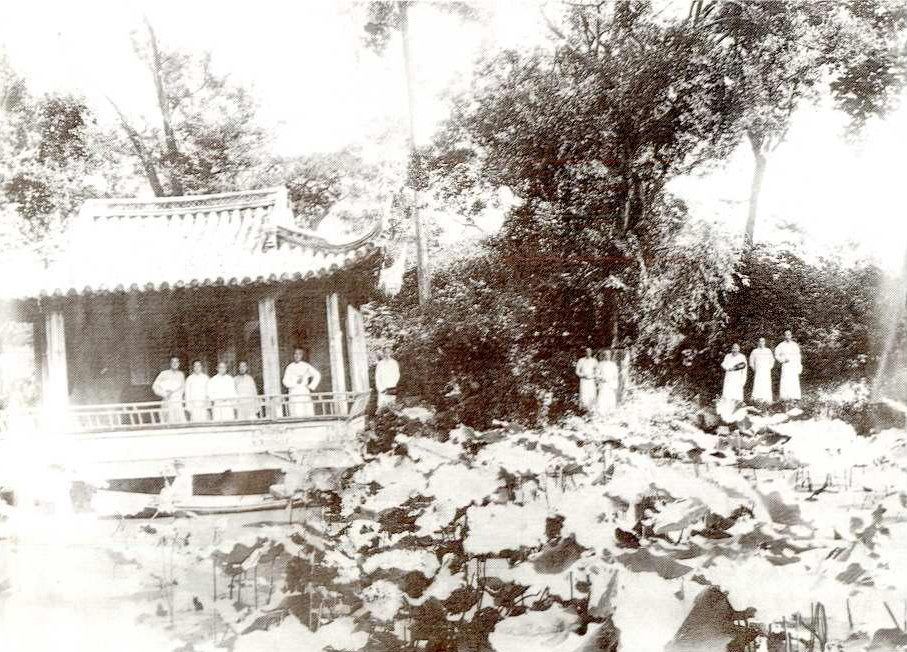
海上题襟馆同人1915年夏在南翔古猗园游览。左起：（不详）、王季眉、王一亭、吴昌硕、哈少甫、夏小谷、王念慈、赵云舫、黄山寿、商笙伯、沈和卿，（坐船者不详）

海上题襟馆金石书画会（简称海上题襟馆）是清末民初上海的一个民间书画金石团体。

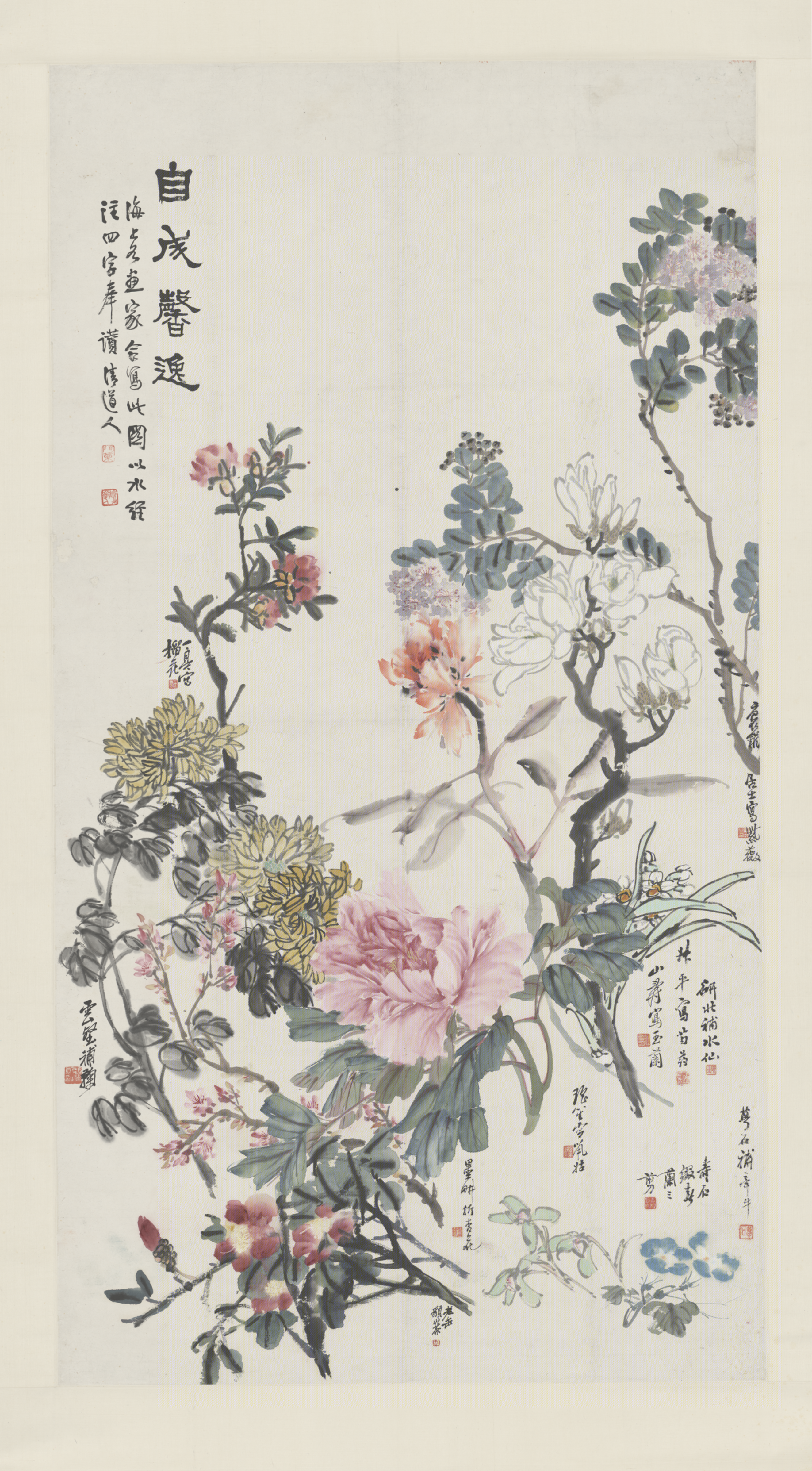
十一名海上题襟馆同人吴昌硕、赵云壑、倪田、程璋、金榕、金梦石、何煜、姚锺葆、黄山寿、吴徵、王震合绘花卉图，上有李瑞清书“自成馨逸”四字及落款“海上各画家合写此图，以水经注四字奉赞”（今藏于北京故宫博物院）

## 历史
1910年2月，上海部分书画家与书画收藏家在小花园商余雅集茶楼成立了上海书画研究会（又称上海书画研究会、小花园书画研究会），由李平书任总理，汪渊若任总董。
1911年改称海上题襟馆，当时会中云集了上海大多数活跃的书画金石家。他们不仅交流书画金石艺术创作，也经办艺术作品的买卖。首任会长为汪洵，哈少甫任副会长，会址改设在四马路（今福州路）三山会馆。汪洵1915年去世之后，由吴昌硕出任会长，哈少甫、王一亭担任副会长。1920年代后会址曾迁往交通路（今昭通路，赵云舫家）、汕头路（俞语霜家），俞语霜于1923年去世后又于次年迁往宁波路西泠印社、福州路浙江路等处。1926年解散。

## 成员

### 上海书画研究会
- 总董：汪洵
- 总理：李平书
- 协理：哈少甫、毛子坚
- 庶务：倪墨耕
- 驻会务总董：赵云舫
- 会董：杨古醖、李静之、庞莱臣、何熙伯、何诗孙、吕幼舲、朱锟、狄楚青、蒲作英、黄山寿、程听彝、姚叔平、刘炳照、胡二梅、王一亭、夏小谷、陆廉夫、谢峙渟、黄秀伯、曹恂卿
- 会友：王友堂、沈心海、何砚北、朱良材、童心安、杨东山、胡二梅、韩璧人、张叔和、张逸槎、沈鼎臣、李兰台、程瑶笙、俞舜钦、严寿盦、项如松、江趋舟、余伯陶、姚蕴甫、狄南士、吴昌硕、王寿萱、汪允中、黄宾虹、叶指发、徐星州、沈墨仙、黄得仙、吴石泉、冯超然、戎吟丹、王松年、杨了公、金梦石、金寿石、沈采侯、阮涵石、吴彦臣、许静仁、沙辅卿、赵子云、陈汉臣、陈文桢、张永济、高晓山、徐晓村、石炽君、王菊生、钟叙伦、朱恩斋、张慕君、周隐盦、汪仲山、袁植之、汪渊若、李平书、哈少甫、毛子坚、倪墨耕、赵云舫、杨古醖、李静之、庞莱臣、何熙伯、何诗孙、吕幼舲、朱砚涛、狄楚青、蒲作英、黄山寿、程听彝、姚叔平、刘语石、胡二梅、王一亭、夏小谷、陆廉夫、谢峙淳、黄秀伯、曹恂卿

### 海上题襟馆
- 会长：汪洵、吴昌硕（继任）
- 副会长： 哈少甫、王一亭
- 驻会会员：俞语霜、骆亮公、吴子茹
- 经常参加活动的会员：汪洵、吴昌硕、哈少甫、倪墨耕、王念慈、夏小谷、沈和卿、王季眉、余德屺、王一亭、商笙伯、黄山寿、赵云舫、李瑞清、冯煦、朱孝臧、陆廉夫、金蓉镜、盛宣怀、李平书、姚景瀛、赵时㭎、高时丰、高时显、丁竹荪、丁仁、骆亮公、俞语霜、吴徵、吴子茹、吴东迈、吴隐、曾熙、童大年、褚德彝、费砚、狄楚青、顾燮光、诸宗元、丁宝书、叶指发、杨了公、潘飞声、易孺、黄宾虹、赵士鸿、唐熊、贺天健、钱瘦铁、吴熊、吴珑、·陈巨来、丁念先、许铸、黄志凤、赵子云、王瞻民、徐竹贤、吕万、黄葆戉、王个簃、刘玉庵、刘文玠、王㧑卿、张克龢、邓澍、马骀、王禹襄、徐晓村、宗士福、宗履谷、钱化佛、朱义方、吴石公、丁六阳、廖道士、熊松泉、叶渭莘、诸闻韵、洪畿、唐子湘

谢闲鸥常與徐竹贤去海上题襟馆活动，谢闲鸥与任堇叔(任伯年之子)交往颇多。1923年，吴昌硕80岁生日，多上海书画家到在北山西路绿繭公所祝寿，直到夜深，还看了白牡丹麻姑献寿表演。